# 数野健太
数野 健太（かずの けんた、1985年11月25日 - ）は、日本の元男子バドミントン選手。元日本ユニシス実業団バドミントン部所属。ナショナルチームA代表に選出されている。2018年4月から比叡山高等学校の教員。
元ミス・フェアレディでフリーアナウンサーの数野祐子（旧姓・青島）と2017年に結婚している。

## 選手経歴
2000年、大津市立日吉中学校3年の時、団体・シングルス優勝。
2003年、比叡山高等学校3年の時、シングルス優勝。
2006年、日本大学3年の時、早川賢一とのペアでダブルス優勝。団体との二冠。
2007年、4年の時、ダブルス二連覇。
2013年、大阪インターナショナルチャレンジで、山田和司とのペアでダブルス優勝。以後2015年まで三連覇。
2015年、スディルマンカップから栗原文音とペアを組む。この大会、3勝1敗の成績を収め、日本の銀メダル獲得に貢献した。この年の全日本総合選手権大会では優勝。ペア結成から1年で国際大会のポイントを積み重ね、2016年5月5日付の世界ランキングで18位に入り、リオデジャネイロオリンピック出場を決めた。オリンピックでは、予選リーグを2勝1敗の2位で決勝トーナメントに進出し、混合ダブルスとして日本人初のベスト8入りを果たした
。

## 主な成績

### 国内大会
| 年   | 大会                     | 種目 | 成績   | Name                |
| ---- | ------------------------ | ---- | ------ | ------------------- |
| 2007 | 全日本総合選手権大会     | MD   | 3位    | 数野健太 / 早川賢一 |
| 2008 | 日本ランキングサーキット | MD   | 優勝   | 数野健太 / 早川賢一 |
| 2008 | 全日本総合選手権大会     | MD   | 準優勝 | 数野健太 / 早川賢一 |
| 2009 | 全日本社会人大会         | MD   | 優勝   | 数野健太 / 早川賢一 |
| 2009 | 全日本総合選手権大会     | MD   | 準優勝 | 数野健太 / 早川賢一 |
| 2010 | 全日本社会人大会         | MD   | 3位    | 数野健太 / 廣部好輝 |
| 2010 | 全日本社会人大会         | XD   | 準優勝 | 数野健太 / 金森裕子 |
| 2010 | 全日本総合選手権大会     | MD   | 準優勝 | 数野健太 / 廣部好輝 |
| 2011 | 全日本総合選手権大会     | MD   | 3位    | 数野健太 / 廣部好輝 |
| 2011 | 全日本総合選手権大会     | XD   | 3位    | 数野健太 / 金森裕子 |
| 2013 | 日本ランキングサーキット | MD   | 優勝   | 数野健太 / 山田和司 |
| 2014 | 日本ランキングサーキット | MD   | 優勝   | 数野健太 / 山田和司 |
| 2014 | 日本ランキングサーキット | XD   | 3位    | 数野健太 / 篠谷菜留 |
| 2014 | 全日本総合選手権大会     | MD   | 3位    | 数野健太 / 山田和司 |
| 2015 | 全日本総合選手権大会     | XD   | 優勝   | 数野健太 / 栗原文音 |

### 国際大会
| 年   | 大会                             | 種目 | 成績   | Name                |
| ---- | -------------------------------- | ---- | ------ | ------------------- |
| 2008 | 大阪インターナショナルチャレンジ | MD   | 3位    | 数野健太 / 早川賢一 |
| 2009 | 大阪インターナショナルチャレンジ | MD   | 3位    | 数野健太 / 早川賢一 |
| 2009 | ドイツオープン                   | MD   | 準優勝 | 数野健太 / 早川賢一 |
| 2010 | オランダオープン                 | MD   | 準優勝 | 数野健太 / 廣部好輝 |
| 2010 | デンマークオープン               | MD   | 3位    | 数野健太 / 廣部好輝 |
| 2012 | USオープン                       | MD   | 準優勝 | 数野健太 / 廣部好輝 |
| 2013 | 大阪インターナショナルチャレンジ | MD   | 優勝   | 数野健太 / 山田和司 |
| 2014 | 大阪インターナショナルチャレンジ | MD   | 優勝   | 数野健太 / 山田和司 |
| 2014 | ロシアオープン                   | MD   | 優勝   | 数野健太 / 山田和司 |
| 2015 | 大阪インターナショナルチャレンジ | MD   | 優勝   | 数野健太 / 山田和司 |
| 2015 | マレーシアマスターズ             | MD   | 優勝   | 数野健太 / 山田和司 |
| 2015 | ポーランドオープン               | MD   | 優勝   | 数野健太 / 山田和司 |
| 2016 | シドモディインターナショナル     | XD   | 3位    | 数野健太 / 栗原文音 |